# A-Neuvegletscher

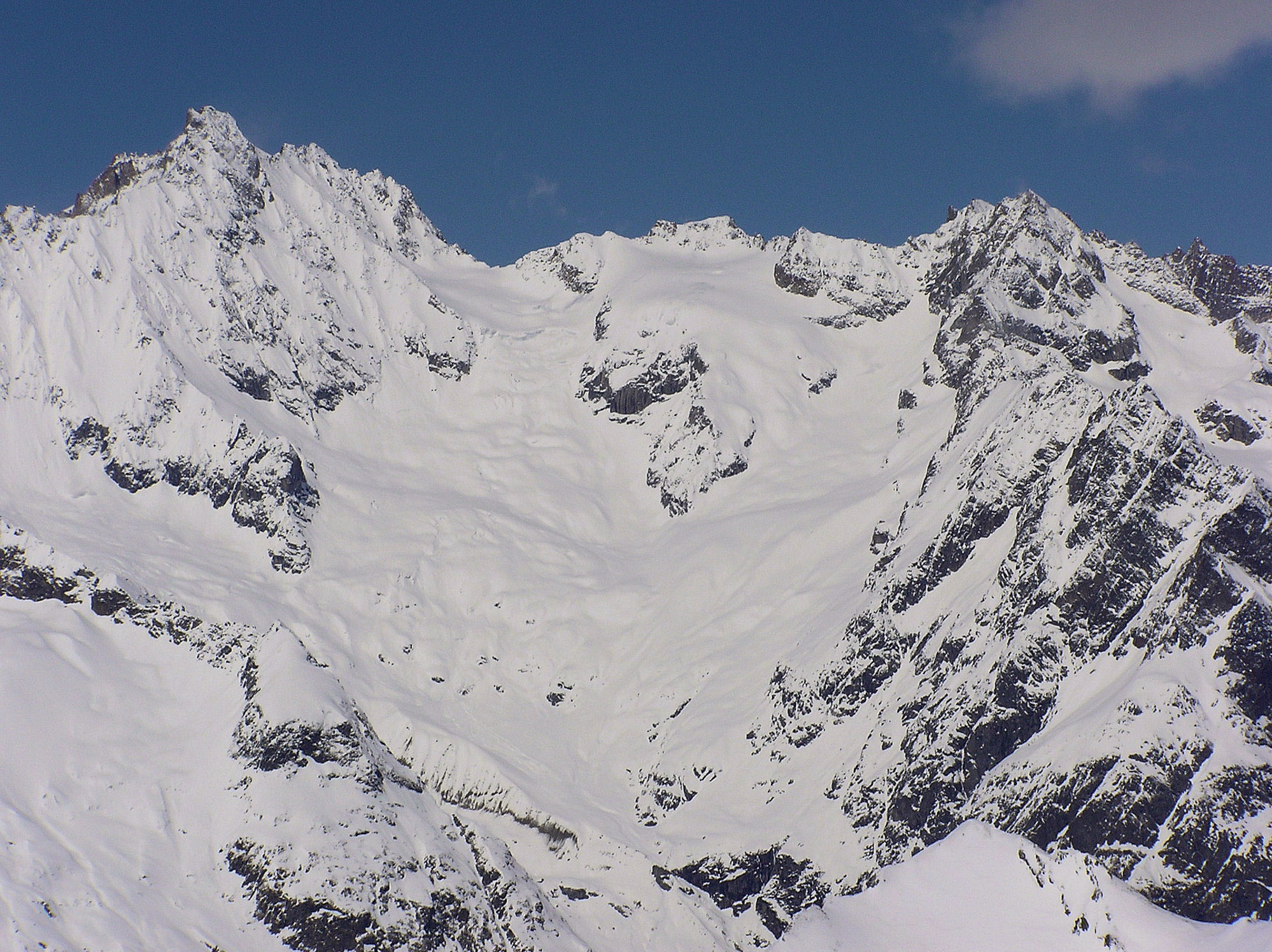
Abschnitt des A-Neuvegletschers unterhalb des A-Neuvepasses

Der A-Neuvegletscher (französisch Glacier de l’A Neuve) ist ein Gletscher der Alpen im Kanton Wallis.
Er befindet sich im Gebiet der Walliser Gemeinde Orsières westlich der Ortschaft La Fouly. Der Gletscher entsteht aus den Firnfeldern am steilen Osthang unter der östlichsten Bergkette des Mont-Blanc-Massivs, die sich von Norden nach Süden über sechs Kilometer von der Bergspitze des Grand-Darrey (3514 Meter über Meer) über die Höhe Grand Luy zum A-Neuvepass (3400 m. ü. M.) und weiter von der Aiguille de l’A Neuve (3683 m. ü. M.) über die Aiguilles Rouges du Dolent bis zum Mont Dolent (3819 m. ü. M.) erstreckt. Nur der Gletscher an der Nordwand des Mont Dolent ist ein Teil des A-Neuvegletschers, an den andern drei Seiten dieses pyramidenförmigen Berges, auf dessen Spitze sich die Landesgrenzen zwischen der Schweiz, Italien und Frankreich treffen, liegen der Dolentgletscher, der Pré-de-Bardgletscher und der Argentièregletscher.
Der A-Neuvegletscher ist heute noch ungefähr fünf Quadratkilometer gross. Infolge des starken Abschmelzens der letzten Jahrzehnte ist er in einzelne Abschnitte zerfallen, die nur noch als Hanggletscher erscheinen und deren Zungen sich teilweise nicht mehr berühren. Unterhalb des Mont Dolent ist die Verbindung zwischen der oberen, geschlossenen Gletscherfläche und dem unteren Zungenbereich seit dem Beginn des 21. Jahrhunderts durch eine Felswand bereits unterbrochen. Die am weitesten im Tal unten gelegene Gletscherpartie erreicht noch ungefähr die Höhe von 2100 m.ü.M, wo sich ein kleiner Gletscherrandsee gebildet hat.
Der Talkessel unterhalb des Gletschers heisst L’A Neuve. Der Flurname, der im frankoprovenzalischen Walliser Patois A nova oder A neuva heisst (neuve ist die französische Form des Adjektivs) bedeutet auf Deutsch «Neue Alp». Auf den alten Landeskarten ist der Name bis etwa um 1950 in der älteren Schreibweise Glacier de la Neuva eingetragen, und Neuva ist ein Weiler, der heute zur Siedlung La Fouly gehört. Der Gletscher erhielt seinen Namen, weil er am Gebirge über dieser Alpsiedlung liegt. Der Alpname dürfte entstanden sein, als das kleine Seitental nach dem Zurückweichen des ehemaligen Talgletschers spät erst für die Weidewirtschaft nutzbar wurde.
Im Tal sammeln sich die zahlreichen vom Schmelzwasser des Gletschers gespiesenen Wildbäche. Sie münden jedoch nicht in einen einzigen Talbach, sondern bilden zwei durch eine ehemalige Mittelmoräne des Gletschers getrennte, nah nebeneinander ins Tal fließende Gebirgsbäche: die Reuse de l’A Neuve (früher auch Reuse de Tsamodet) und die Reuse de l’Amône, die in La Fouly bzw. bei L’Amône (früher frankoprovenzalisch Amôna) in den Fluss Dranse de Ferret münden.
Nahe der östlichsten Gletscherzunge steht an der Bergflanke unterhalb der Pointes des Essettes auf 2734 m. ü. M. die SAC-Schutzhütte Cabane de l’A Neuve.